# 安德烈亚·拉诺基亚
安德烈亚·拉诺基亚（義大利語：Andrea Ranocchia，發音：[anˈdrɛːa raˈnɔkkja]；1988年2月16日—），是一名已退役意大利足球运动员，司职中后卫位置。

## 俱乐部生涯
蘭奴捷亞出生于意大利中部佩鲁贾省的城市阿西西，他的职业生涯亦是起步于其家乡球队佩鲁贾，之后他去往了阿雷素青年队踢球，过后的05-06赛季蘭奴捷亞进入了球队的预备队。第二年他更进一步进入了一线队，随队征战了一个赛季的意乙后球队降入了第三级别联赛。 
2008年8月意甲球会热那亚宣布买下拉诺基亚的一半所有权，之后将其租借给了南部球会巴里一个赛季，这个赛季中巴里队拿到了乙级联赛冠军升上了意甲，2009年6月26日热那亚买下了其另外一半所有权并让他继续留在了巴里效力。
在意甲的第一个赛季拉诺基亚与另一个年轻球员博努奇搭档中卫效果颇佳，但是由于在隔年一月份膝盖受到了重伤拉诺基亚的第一个意甲赛季也就此报销。而在此之前巴里是意甲联赛防守第二好的球队。
2010年7月1日拉诺基亚终于回到了热那亚报到。早於同年2月就传出了国际米兰转会传闻，而后热那亚俱乐部同意了国际米兰方面的要求并将年轻前锋德斯特罗作为这桩交易的一部分。国际米兰方面购买了拉诺基亚的一半所有权，而德斯特罗也有一半所有权转交给热那亚，转会于2010年7月20日完成。之后的第一个赛季作为共同所有的球员，拉诺基亚将继续留在热那亚效力一个赛季，而德斯特罗将租借给热那亚一年。由于国际米兰的主力中卫萨穆埃尔在2010-11赛季初段受伤赛季报销，故之后国际米兰方面就对拉诺基亚展开了新的追逐，在几次提高报价之后最终蓝黑军团耗资1200万欧元收购了其另一半所有权。
2011年冬季转会窗开启后的1月3日，国际米兰俱乐部官方宣布了拉诺基亚的加盟，合同到期时间为2015年6月30日。

### 蒙扎
2022年6月22日, 拉诺基亚跟蒙扎簽下2年的合約。

## 国家队生涯
拉诺基亚在2007年8月21日首次代表意大利U21参加比赛，对手是法国U21。他也入选了2009年歐洲U-21足球錦標賽意大利代表队。
2010年11月17日他首次参加了意大利成年国家队的比赛，对手是罗马尼亚队。
2012年，由于国际米兰在该赛季战绩糟糕，本有不错表现的拉诺基亚最终还是落选了2012年欧洲杯的意大利国家队大名单。

## 榮譽

### 球會
国际米兰
- 意大利杯冠军：2010-11赛季
- 欧足联欧洲联赛亞军：2019-20赛季
- 義大利足球甲级联赛冠军：2020-21赛季

### 個人
- 阿曼多·皮奇獎：2010-11賽季